# Sangalopsis xenopithea
Sangalopsis xenopithea là một loài bướm đêm trong họ Geometridae.